# Mideline Phelizor
Mideline Phelizor, née le 16 octobre 1995 à Port-au-Prince, est une mannequin haïtienne, directrice de silhouettes agency, lauréate du concours Miss Univers Haïti 2022. Elle a représenté Haïti à Miss Univers 2022.
Elle était auparavant lauréate de Miss Supranational Haïti en 2018. Elle était top modèle Caraïbes à miss Supranational 2018.

## Biographie
Phelizor est née et a grandi à Port-au-Prince. Elle est étudiante diplômée en sciences juridiques. Elle vient de l'Anse-à-veau.

## Concours de beauté
Le 8 septembre 2018, Phelizor a affronté 8 autres finalistes à Miss Monde Haïti 2018. Elle était la 1ère dauphine et a finalement perdu au profit de la gagnante Stephie Morency. Le 7 décembre 2018, Phelizor a représenté Haïti à Miss Supranational 2018 et a affronté 72 autres concurrentes à la Hala MOSiR Arena de Łódź, en Pologne, où elle ne s'est pas classée en demi-finale mais elle a remporté les prix Top Modèle Caraïbes.
Le 12 août 2022, Phelizor a concouru contre 8 autres finalistes à Miss Haïti 2022 à l'Hôtel Villa Cana au Cap-Haïtien. Elle remporte le titre et succède à Pascale Bélony. Elle représentera Haïti à Miss Univers 2022,.